# Grand Village des Natchez

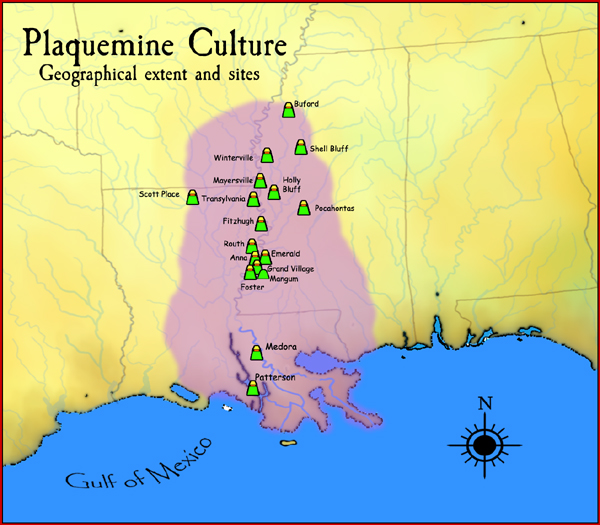
La distribution géographique de la culture de Plaquemine sur le bassin inférieur du Mississippi (carte de Herb Roe).

Le Grand Village des Natchez, aussi connu sous le nom de Fatherland Site (« Site de la Mère Patrie ») est un site archéologique situé au sud de la ville de Natchez dans l'État du Mississippi (États-Unis). Il couvre une surface d'environ 52 ha et on y trouve un village préhistorique et des tumulus élevés par un peuple amérindien, aujourd'hui disparu, qui appartenait à la culture de Plaquemine, une des branches de la civilisation du Mississippi.

## Histoire
La construction du village débuta vers 1200 av. J.-C., cependant que les 3 tumulus à plates-formes étaient élevés par étapes. La construction battait son plein vers le milieu du XVe siècle.
Le peuple des Natchez utilisa ce site (qui a pris leur nom) pendant les XVIIe et XVIIIe siècles.
Au début du 
XVIIIe siècle, les Natchez agrandissaient les tumulus .

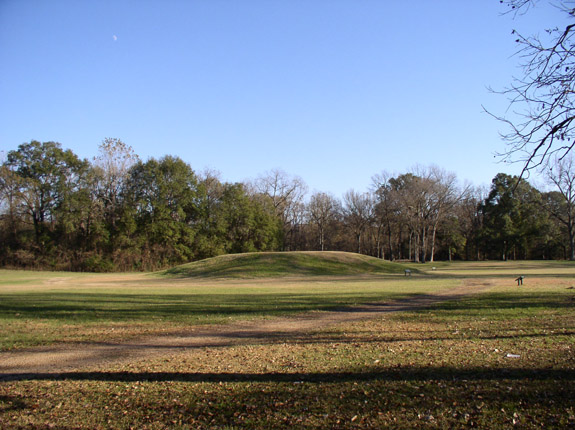
Vestiges du tumulus principal au Grand Village des Natchez

En 1731, après la révolte des Natchez, le gouverneur Étienne de Perier avec une armée de 1000 hommes fait brûler le village et vend tous les Natchez en esclaves à Haïti. Les Natchez abandonnèrent le site et partirent vers le Nord.
Le village a été le lieu central des cérémonies politiques et religieuses des Natchez à la fin du XVIIe siècle et au début du XVIIIe siècle. Il remplaçait alors le sanctuaire d'Emerald Mound.
Au début du XIXe siècle, le site était une propriété privée : la Fatherland Plantation. Les fouilles archéologiques débutèrent en 1930, et 3 tumulus (qui avaient été protégés par des dépôts de lœss et à peine érodés par le ruisseau Ste-Catherine) furent explorés.

Le site a été classé National Historic Landmark en 1964 et Mississippi Landmark en 1985.

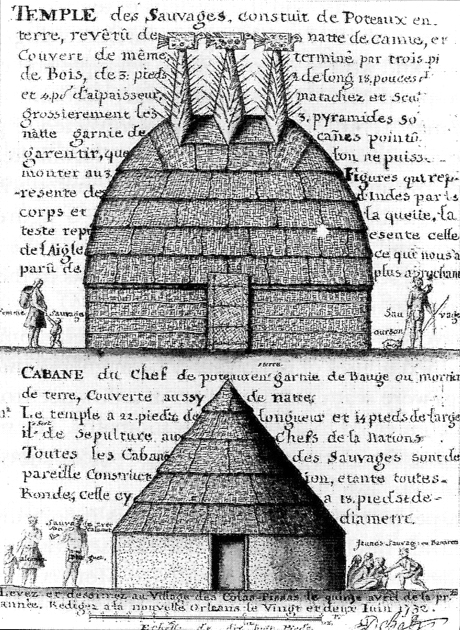
Dessinés par Alexandre de Batz, un temple et une habitation du Village des Natchez.